# Gouvernorat du Sinaï Nord
Pour les articles homonymes, voir Sinaï (homonymie).
Le gouvernorat du Sinaï Nord est un gouvernorat de l'Égypte. Il se situe dans le nord-est du pays, sur la partie nord du Sinaï. Sa capitale est El-Arich.

## Géographie
Le gouvernorat du Sinaï Nord se situe au Nord de la péninsule du Sinaï. Au nord il est bordé par la mer Méditerranée, à l'ouest par le Canal de Suez et l'Est du gouvernorat se situe les frontières de l'Égypte avec la Bande de Gaza et Israël. Le nord de la péninsule est une région montagneuse, une grande partie du gouvernorat est dominée par le plateau montagneux Al-Tih avec plusieurs vallées proches de la côte méditerranéenne, notamment vers la ville d'El-Arich, la capitale du gouvernorat.

## Histoire

### Antiquité
La côte méditerranéenne du Sinaï a été depuis l'antiquité une zone d'échange et de passage entre le Levant et l'Égypte. C'est par cette zone que passent notamment Cambyse II, Alexandre le Grand ou les rois séleucides lors de leurs campagnes militaires en Égypte.

Sur ce chemin se situe la cité antique de Péluse qui fut une étape importante du chemin liant le Levant et l'Égypte mais fut également un port très important dans les routes commerciales liant la mer Rouge à la mer Méditerranée notamment dans le cadre du commerce entre Rome et l'Inde. En effet des caravanes transportaient les marchandises entre Clysma et Péluse. La cité fut également le point fort de la défense égyptienne contre les invasions venant de l'Est.

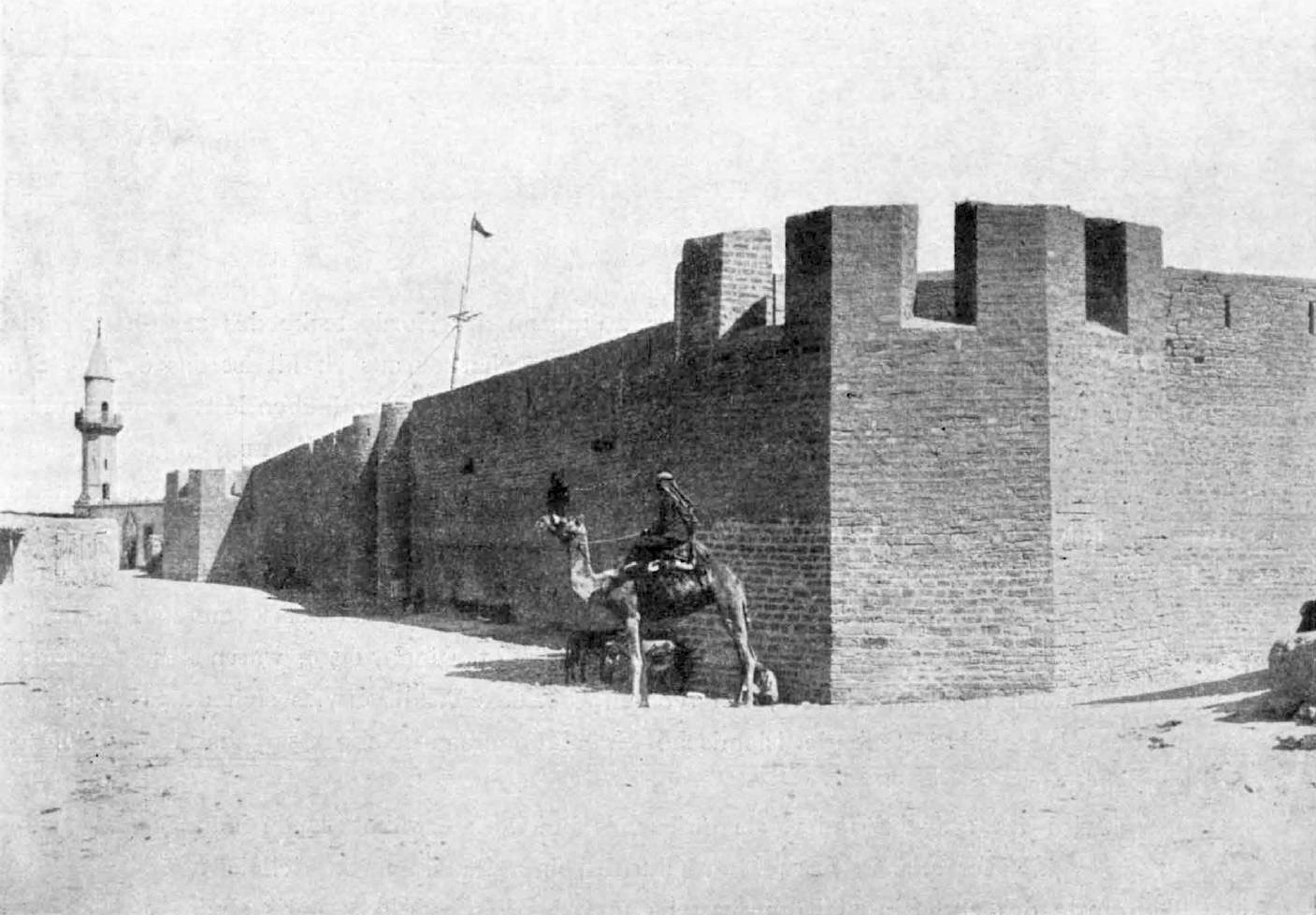
Fort d'Arish, 1916

## Administration

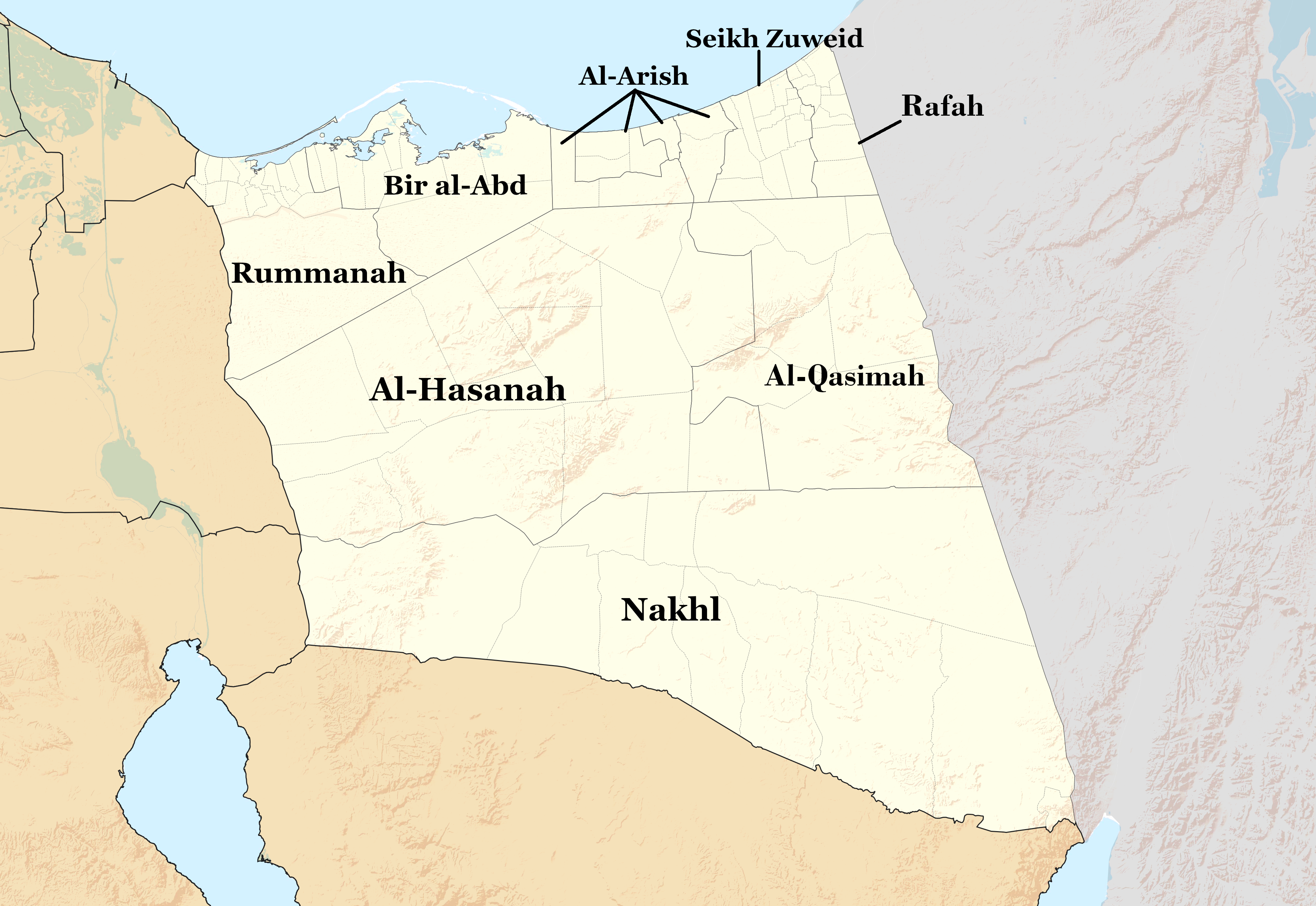
Les subdivisions administratives du gouvernorat

Le gouvernorat a été créé en 1978 lors de la scission de l'ancien gouvernorat du Sinaï en deux parties : Le gouvernorat de Sinaï Nord et celui de Sinaï Sud. Le gouvernorat est divisé en 11 qism.
| Qism          | Population estimée en 2023 |
| ------------- | -------------------------- |
| Al-Arich 1    | 60 606                     |
| Al-Arich 2    | 71,298                     |
| Al-Arich 3    | 47,998                     |
| Al-Arich 4    | 29,538                     |
| Al-Hasana     | 21,414                     |
| Sheikh Zuweid | 66,525                     |
| Bir al-Abd    | 61,338                     |
| Nakhl         | 6,722                      |
| Rafah         | 83,456                     |
| Al-Qasima     | 13,463                     |
| Rumanah       | 45,751                     |

## Économie et Population
Des zones agricoles ont été développées dans la zone côtière du gouvernorat notamment dans la région de la vallée de la ville d'Al-Arich et dans la région du lac Bardawil, notamment grâce au développement d'un système de canaux qui achemine l'eau de la vallée du Nilcomme les Canaux El Salam et El Sheikh Gaber (en) même si des sources d'eau locales tels que des puits puisant dans nappes phréatiques et des cours d'eau saisonniers existent dans la région.
La pêche est aussi pratiquée dans le lac Bardawil avec plus de 4500 tonnes péchées par an.